# JWH-197
JWH-197，化学名N-正戊基-2-甲基-3-(4-甲氧基-1-萘甲基)吲哚，分子式C
26H
29NO，属于萘甲基吲哚类JWH系列大麻素，可由JWH-098在氯化铝存在下，被氢化铝锂还原生成。